# Бронепалубные крейсера типа «Эррогант»
Бронепалубные крейсера типа «Эррогант» — серия крейсеров 2-го класса британского королевского флота, построенная в 1890-х гг. XIX века. Являлись развитием типа «Эклипс» (англ. Eclipse). Предназначались для службы при эскадре и нанесения, в случае необходимости, таранного удара. Всего было построено 4 единицы: «Эррогант» (англ. Arrogant), «Фьюриос» (англ. Furious), «Гладиатор» (англ. Gladiator), «Виндиктив» (англ. Vindictive).
Дальнейшего развития этот тип не получил, в силу архаичности таранной тактики.

## Конструкция

### Вооружение
В 1903—1904 годах крейсера перевооружили на десять 152 мм орудий.

## Служба
- «Эррогант» — заложен в 1895 г., спущен 25 мая 1896 г., в строю с 1898 г.
- «Фьюриос» — заложен 10 июня 1895 г., спущен 3 декабря 1896 г., в строю с 1 июля 1898 г.
- «Гладиатор» — заложен в январе 1896 г., спущен 18 декабря 1896 г., в строю с апреля 1899 г.
- «Виндиктив» — заложен 27 января 1896 г., спущен 9 декабря 1897 г., в строю с 4 июля 1900 г.[2]

К началу 1 -и мировой войны крейсера 2-го класса использовавшихся в качестве различных вспомогательных единиц. «Аррогант», «Фьюриес» и «Виндиктив» числились блокшивами либо тендерами, причем последний в 1918 году был переоборудован а специальный штурмовой корабль, предназначенный для посадки на мель в ходе десантной операции Зеебрюгге.